# 土井垣武
土井垣 武（どいがき たけし、1921年7月1日 - 1999年1月25日）は、鳥取県米子市出身のプロ野球選手（捕手）・コーチ、解説者・評論家。
後に若松（わかまつ）と改姓。なお、姓の読みはどいがきではなく正しくはどいかいとと読むと言うが、なかなか正しく読んでもらえず、そのまま「どいがき」で通したと言う。
両リーグ分立前後を代表する捕手で、1947年から1952年まで6年連続でベストナインを獲得。熱血的な性格からニューヨーク・ヤンキースの往年の名捕手にあやかって和製ヨギ・ベラと呼ばれた。末弟にパシフィック・リーグ審判を長らく務めた土井垣幸男がいる。

## 経歴
幼い頃から大阪鉄道局米子野球部のマスコット的存在として可愛がられていた。旧制米子中学校では下級生の時から主軸を打ち、5年生時の1939年夏の甲子園で主将としてベスト8に進出したが、嶋清一や真田重蔵擁する海草中に敗れた（このとき主に遊撃を守っていたのが、1期後輩の長谷川善三）。下級生の時は、2期先輩の木下勇ともバッテリーを組んでいた。
1940年に大阪タイガースに契約金500円で入団。正捕手・田中義雄の控えとして一塁や三塁を守った。1942年に応召され、終戦後は田中の引退もあり正捕手に定着。戦後の1946年にシーズン安打数2位、打率.325でリーグ3位に輝く活躍を見せ、「ダイナマイト打線」と呼ばれた大阪の打撃陣の中で、3番・別当薫、4番・藤村富美男とクリーンナップを構成し5番を打った。1948年も打率.285でリーグ8位に入ると、1949年には打率.328（リーグ4位）、本塁打16本、打点86と自己最高の成績を記録。また、当時の大阪投手陣の若林忠志や御園生崇男らエース級投手をリードして、屋台骨を支えた。
1949年オフに毎日オリオンズに移籍。この移籍は10年選手制度によるもので、移籍理由は大阪フロントに対する不信感であり、土井垣は「先輩選手への球団の冷たい対応を見て不信感を持った。新生球団に捕手生命を懸けたい」と語っている。この移籍について、若林・別当・呉昌征・本堂保次・大館勲らと同調したとされることがあるが、移籍決定時期も時系列的に若林らより前で、移籍は土井垣単独で決めたことであり、若林は土井垣の移籍を全く予期していなかった。なお、この大量移籍に際して大阪が残留要請をしたのは土井垣だけだったという。
移籍した1950年に打率.322でリーグ5位に入る活躍を見せ、日本シリーズでは松竹ロビンスを破り初代日本一に貢献した（この時の監督は米子中の先輩にあたる湯浅禎夫）。その後も五番を打って1952年まで6年連続でベストナイン捕手を獲得し続ける。1953年に92試合の出場に留まって打率.264と成績を落とすと、ハワイからチャーリー・ルイスを獲得したこともあり、球団から引退勧告と助監督就任を打診されるが、拒否し東映フライヤーズに移籍する。東映では鈴木圭一郎から正捕手の座を奪い四番に入ってチームトップの打率.289（リーグ11位）と復活するが、翌1955年は鈴木と併用されるようになって、オフには自由契約となる。1956年から阪急ブレーブスでプレーし、1958年限りで現役引退。
引退後はPL教団コーチを務め、野田征稔・米田慶三郎を指導。朝日放送解説者・報知新聞運動部記者を経て、阪神の二軍バッテリーコーチ（1963年）・一軍打撃コーチ（1964年）を務めた。
その後は京都市の西陣で西陣織を扱う「若松」創業者で染色図案家である、初代若松華瑶（わかまつ かよう）の娘の舞踊家（現；2代目若松華瑶）と結婚と同時に若松家に養子縁組し、その後「若松」の3代目社長を務めた。また並行して近畿放送（現：京都放送）の解説者を務めていた。1985年に行われたタイガース優勝祝賀会で久しぶりに公の場に姿を現したが、1999年1月25日に肺炎で死去。満77歳没。

## 選手としての特徴
強肩強打で気の強い捕手として、戦前の巨人の捕手であった吉原正喜の再来と称される。本人も、手本にしたのは吉原であり、すべて吉原の技術から学んだと述べている。
”愛妻“と言われることの多い捕手だが、自他ともに認める“猛妻“として知られ、自分のリードに従わない投手に対しては大声で怒鳴りつけたり、時には鉄拳制裁を振るうこともあったという。
ファーストミット並みの薄いミットを愛用し、リード・キャッチング・スローイングのいずれにも優れた。また、ややバットを寝かせ気味にしたフォームからの右中間狙いのバッティングで高打率を残した。

## 詳細情報

### 年度別打撃成績
| 年 度      | 球 団      | 試 合 | 打 席 | 打 数 | 得 点 | 安 打 | 二 塁 打 | 三 塁 打 | 本 塁 打 | 塁 打 | 打 点 | 盗 塁 | 盗 塁 死 | 犠 打 | 犠 飛 | 四 球 | 敬 遠 | 死 球 | 三 振 | 併 殺 打 | 打 率 | 出 塁 率 | 長 打 率 | O P S |
| ---------- | ---------- | ----- | ----- | ----- | ----- | ----- | -------- | -------- | -------- | ----- | ----- | ----- | -------- | ----- | ----- | ----- | ----- | ----- | ----- | -------- | ----- | -------- | -------- | ----- |
| 1940       | 阪神 大阪  | 22    | 47    | 41    | 0     | 8     | 1        | 0        | 0        | 9     | 7     | 0     | --       | 0     | 0     | 6     | --    | 0     | 2     | --       | .195  | .298     | .220     | .517  |
| 1941       | 阪神 大阪  | 71    | 219   | 194   | 13    | 44    | 8        | 0        | 1        | 55    | 18    | 0     | --       | 3     | --    | 22    | --    | 0     | 11    | --       | .227  | .306     | .284     | .589  |
| 1942       | 阪神 大阪  | 72    | 311   | 277   | 37    | 69    | 6        | 8        | 1        | 94    | 23    | 9     | 0        | 0     | --    | 34    | --    | 0     | 11    | --       | .249  | .331     | .339     | .670  |
| 1946       | 阪神 大阪  | 99    | 449   | 412   | 70    | 134   | 16       | 10       | 4        | 182   | 70    | 8     | 5        | 0     | --    | 37    | --    | 0     | 19    | --       | .325  | .381     | .442     | .823  |
| 1947       | 阪神 大阪  | 116   | 493   | 429   | 50    | 111   | 17       | 8        | 2        | 150   | 47    | 16    | 7        | 2     | --    | 59    | --    | 3     | 25    | --       | .259  | .352     | .350     | .702  |
| 1948       | 阪神 大阪  | 138   | 586   | 544   | 56    | 155   | 38       | 5        | 4        | 215   | 70    | 14    | 9        | 2     | --    | 39    | --    | 1     | 29    | --       | .285  | .334     | .395     | .729  |
| 1949       | 阪神 大阪  | 126   | 517   | 473   | 78    | 155   | 26       | 7        | 16       | 243   | 86    | 4     | 11       | 0     | --    | 41    | --    | 3     | 18    | --       | .328  | .385     | .514     | .899  |
| 1950       | 毎日       | 112   | 473   | 428   | 64    | 138   | 18       | 2        | 15       | 205   | 72    | 16    | 6        | 0     | --    | 44    | --    | 1     | 20    | 9        | .322  | .387     | .479     | .866  |
| 1951       | 毎日       | 103   | 416   | 370   | 39    | 99    | 13       | 2        | 8        | 140   | 60    | 6     | 8        | 1     | --    | 43    | --    | 2     | 24    | 9        | .268  | .347     | .378     | .725  |
| 1952       | 毎日       | 119   | 479   | 422   | 55    | 125   | 25       | 5        | 13       | 199   | 72    | 7     | 7        | 3     | --    | 50    | --    | 4     | 34    | 18       | .296  | .376     | .472     | .848  |
| 1953       | 毎日       | 92    | 334   | 314   | 19    | 83    | 14       | 1        | 6        | 117   | 43    | 0     | 5        | 3     | --    | 16    | --    | 1     | 21    | 4        | .264  | .302     | .373     | .675  |
| 1954       | 東映       | 139   | 529   | 464   | 52    | 134   | 26       | 4        | 7        | 189   | 56    | 6     | 7        | 2     | 4     | 57    | --    | 2     | 37    | 14       | .289  | .366     | .407     | .774  |
| 1955       | 東映       | 115   | 321   | 286   | 13    | 73    | 8        | 0        | 1        | 84    | 21    | 0     | 2        | 5     | 4     | 25    | 2     | 1     | 28    | 10       | .255  | .313     | .294     | .607  |
| 1956       | 阪急       | 78    | 129   | 118   | 5     | 22    | 4        | 0        | 1        | 29    | 8     | 1     | 0        | 2     | 0     | 8     | 1     | 1     | 14    | 3        | .186  | .244     | .246     | .490  |
| 1957       | 阪急       | 11    | 12    | 11    | 0     | 1     | 0        | 0        | 0        | 1     | 1     | 0     | 0        | 0     | 0     | 1     | 0     | 0     | 5     | 0        | .091  | .167     | .091     | .258  |
| 通算：15年 | 通算：15年 | 1413  | 5315  | 4783  | 551   | 1351  | 220      | 52       | 79       | 1912  | 654   | 87    | 67       | 23    | 8     | 482   | 3     | 19    | 298   | 67       | .282  | .350     | .400     | .750  |

- 各年度の太字はリーグ最高
- 阪神（阪神軍）は、1946年に大阪（大阪タイガース）に球団名を変更

### 表彰
- ベストナイン：6回 （捕手部門：1947年 - 1952年）

### 記録
節目の記録
- 1000試合出場：1953年4月29日 ※史上18人目

その他の記録
- 捕手シーズン補殺：119（1954年） ※パ・リーグ記録
- オールスターゲーム出場：2回 （1951年、1952年）

### 背番号
- 19 （1940年 - 1942年、1946年 - 1953年）
- 23 （1954年 - 1955年）
- 25 （1956年 - 1958年）
- 60 （1963年 - 1964年）

## 関連情報

### 出演
- ABCフレッシュアップベースボール - ABCラジオのプロ野球中継の現行タイトル。
- S☆1 BASEBALL - 1974年までABCテレビ（1975年以降はNETテレビ→テレビ朝日系列）のプロ野球中継キー局だったTBSテレビと系列局の現行共通タイトル。
- KBS京都エキサイトナイター - 京都放送（KBS京都）テレビのプロ野球中継の現行タイトル。
- KBS京都エキサイティングナイター - 京都放送（KBS京都・滋賀）ラジオのプロ野球中継の現行タイトル。